# Elementos genéticos móviles
Los elementos genéticos móviles, elementos genéticos egoístas o mobilomas son material genético capaz de trasladarse de un organismo a otro insertándose dentro del genoma o que pueden moverse a diferentes partes de un genoma.
Hay cinco maneras diferentes en que la información genética foránea (portador de información) pueda introducirse a la célula de otro organismo:
- Transformación: Es la captación de fragmentos de material genético desde el medio circundante.
- Conjugación: Es la transferencia directa de material genético de una célula a otra.
- Infección viral: Se realiza mediante la inyección del ácido nucleico viral.
- Transducción: Es la transferencia del material genético no viral de una célula a otra por medio de un virus.
- Transposición: Es la inserción de material genético en forma de transposones

Todos estos mecanismos se conocen como transferencia horizontal de genes y son más frecuentes en los organismos unicelulares como los procariotas, pero también suelen darse en los organismos pluricelulares. Por ejemplo: bacterias portadoras transmitirán plásmidos, transposones o profagos adquiridos a las células hijas durante la división celular por transferencia vertical.
Los elementos genéticos móviles también son llamados "vectores genéticos" debido a que transportan genes de un organismo a otro. Otras ocasiones son llamados "elementos genéticos egoístas".
Según investigaciones científicas los elementos genéticos móviles aparecieron como replicadores primordiales en el mundo de ARN y contribuyeron a la formación de las células, mientras que otros pudieron evolucionar secundariamente de virus u otros elementos genéticos móviles.

## Tipos de elementos genéticos móviles
Las siguientes moléculas o agentes son considerados medios de transferencia horizontal. Los elementos genéticos móviles se pueden dividir en: elementos genéticos con cápsides (virus) y sin cápsides (los restantes):
- Plásmidos: Son moléculas de ADN extracromosómico generalmente circular que se replican y se transmiten independientes del ADN cromosómico. Están presentes en los procariotas y en algunas ocasiones en organismos eucariotas como las levaduras. Los plásmidos durante su ciclo transportan genes de un organismo a otro mediante un proceso llamado conjungación. También suelen inyectar genes que hacen que las bacterias se vuelvan resistentes a los antibióticos.
  - Vectores de clonación: son un tipo de plásmidos híbridos con bacteriófagos, utilizados para transferir y replicar fragmentos de ADN que llevan insertados mediante técnicas de ADN recombinante. Para que sirva de vector, debe ser capaz de replicarse junto con el fragmento de ADN que transporta. Ejemplos son los cósmidos, fagémidos y fásmidos.
- Transposones: Son secuencias de ADN que pueden moverse y replicarse en diferentes partes del genoma de una célula. También llamados "genes saltarines" pueden transferirse horizontalmente entre organismos que vivan en simbiosis. Los transposones están presentes en todos los seres vivos y en los virus gigantes.
  - Transposones de ADN: son transposones que se mueven directamente de una posición a otra en el genoma usando una transposasa para cortar y pegarse en otro locus igual.
  - Retrotransposones: son transposones que se mueven en el genoma siendo transcritos a ARN y después en ADN por la retrotranscriptasa. Los retrotransposones están presentes exclusivamente en los eucariotas.
- Integrones: Son casetes de genes que suelen transportar genes de resistencia a antibióticos a los plásmidos y transposones bacterianos.
- Intrones: los intrones de los grupos I y II son secuencias de nucleótidos con actividad catalítica que forman parte de las transcripciones del huésped y actúan como ribozimas que pueden invadir genes de codificación de ARNt, ARNr y proteínas.[8] Están presentes en todos los organismos celulares y en los virus.
- Agentes virales: Son agentes acelulares mayormente infectivos que se replican en huéspedes celulares. Durante su ciclo infectivo pueden llevar genes de un huésped a otro. También pueden llevar genes de un organismo a otro en caso de que ese agente viral infecte a más de dos especies diferentes. 
  - Virus: Son agentes virales compuestos por una molécula de material genético (ADN o ARN) y con capacidad de formar partículas complejas llamadas viriones para poder desplazarse fácilmente entre sus huéspedes. Los virus están presentes en todos los seres vivos. Las partículas virales son fábricadas por la maquinaría replicativa del huésped para la transferencia horizontal.
  - Viroides: Son agentes virales que consisten en moléculas de ARN circular que se replican mediante un mecanismo en círculo rodante ARN-ARN mediado por ribozimas propias y la ARN polimerasa del huésped, sin codificación de proteínas. Infectan plantas y según un estudio de metagenómica también infectarían hongos, procariotas (arqueas y bacterias) y eucariotas unicelulares (protozoos y algas unicelulares).[9] Debido a sus características diferentes y primitivas se ha propuesto que son los elementos genéticos móviles más antiguos.
    - Obelisco: son elementos genéticos móviles o agentes de tipo viroide que infectan bacterias y formarían su propio grupo apartado de los viroides verdaderos.[10]

  - Virus satélite: Son agentes virales que necesitan un virus auxiliar para la coinfección. Los virus satélite pueden insertar genes de un virus en otro. Los virus satélite pueden ser viriones o viroides en este último caso son denominados virusoides.
  - Elementos virales endógenos: Son ácidos nucleicos virales integrados al genoma de una célula. Pueden moverse y replicarse varias veces en la célula huésped sin causarle una enfermedad o mutación. Se consideran formas autónomas de transposones. Ejemplos son los provirus y los retrovirus endógenos.

## Elementos genéticos móviles en procariotas

### Plásmidos y conjugación
Casi todos los tipos de procariontes contienen moléculas de ADN adicionales a su cromosoma, llamadas plásmidos.

Plásmido.

Los plásmidos son más pequeños que el cromosoma y pueden llevar de 2 a 30 genes, además de ser circulares y autorreplicantes. Algunos se replican en sincronía con el cromosoma (copia única) y otros de manera independiente (multicopia, hasta 50 copias).
Los episomas son plásmidos que pueden existir en un estado extracromosómico autónomo o insertarse en el cromosoma bacteriano.
En E. coli se han descrito más de doce plásmidos diferentes. Dos de los más importantes son el plásmido F (de fertilidad) y el plásmido R (que confiere resistencia a drogas).

#### Plásmido F

Plásmido bacteriano

Fue el primer plásmido que se identificó en E. coli . Contiene aproximadamente 25 genes, muchos de los cuales controlan la producción de los pelos F (pili).
Los pelos F son estructuras proteicas largas con forma de bastón que se extienden desde la superficie de las células que contienen al plásmido F (pF). 
A las células que tienen pF se les llama células masculinas (dadoras) o células F+. Las células que no tienen al pF se conocen como femeninas (receptoras) o F-. Las células F+ pueden adherirse a las células F- por medio de los pelos y transferirles el plásmido F por medio de las conexiones entre las células (puentes citoplasmáticos), transformándolas en células F+.
El factor F puede integrarse al cromosoma bacteriano en forma de episoma (Hfr). El cromosoma bacteriano que se replica se transfiere de la célula Hfr a la F-, lo que produce una nueva combinación genética. 
La transferencia de ADN de una célula a otra por contacto célula a célula se conoce como Conjugación. Los genes del cromosoma bacteriano pueden ser transferidos de una célula a otra, dando una nueva combinación genética en la célula receptora. La conjugación es una forma de recombinación sexual. Fueron los científicos Joshua Lederberg y Edward Tatum quienes describieron por primera vez el proceso de conjugación.

#### Plásmido R

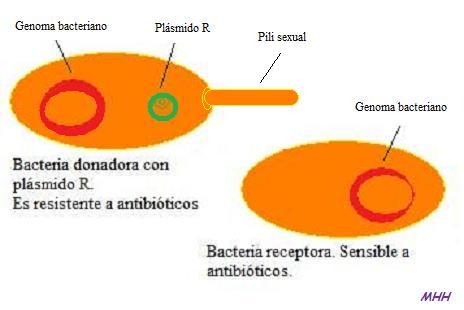
Plasmido R

En 1959 científicos japoneses descubrieron que la resistencia a ciertos antibióticos y a otras drogas puede ser trasferida de una bacteria a otra. Luego de mezclar bacterias sensibles a ciertas drogas con bacterias resistentes, el 100% de la población de bacterias sensibles se transformaron en resistentes en el plazo de una hora.
Los genes que confieren la resistencia a la droga son transportados a menudo en plásmidos que se conocen como plásmidos R. Los genes de resistencia también pueden transferirse de un plásmido R a otro.
Un solo plásmido puede recolectar hasta 10 genes de resistencia. Los genes de resistencia también pueden transferirse de los plásmidos al cromosoma bacteriano, a los bacteriófagos y a otras especies de bacterias.
Normalmente solo unas pocas copias de estos plásmidos grandes existen en una sola célula. La resistencia a drogas a menudo es el resultado de la síntesis de enzimas que degradan la droga o que establecen una nueva vía enzimática, eludiendo sus efectos.
En algunos casos, los plásmidos pueden pasar directamente del medio circundante al interior de la célula bacteriana. Este fenómeno se conoce como transformación.

### Virus bacterianos
Los virus son parásitos obligados que no pueden multiplicarse fuera de la célula hospedera, por lo que pueden incorporar ADN del hospedero y llevarlo al cromosoma de un nuevo hospedero.

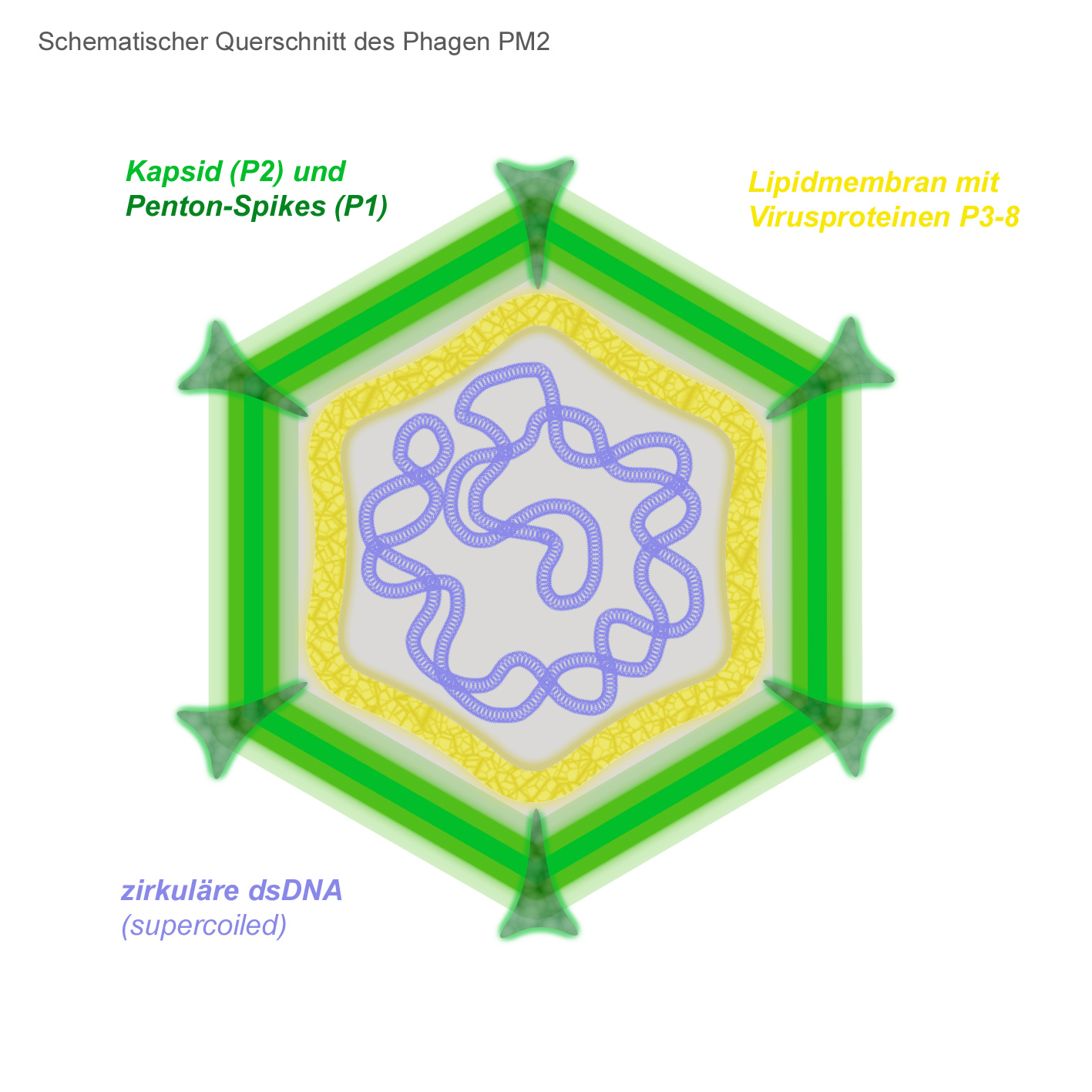
Bacteriófago.

La constitución genética del ADN de las bacterias puede alterarse por la introducción de ADN de otras células bacterianas (conjugación o transformación). Los virus también pueden transportar fragmentos de ADN de una bacteria a otra.
Los bacteriófagos consisten esencialmente en una molécula del ácido nucleico encerrada en una cubierta de proteína llamada cápside. No contiene citoplasma, ni ribosomas ni otra maquinaria celular. Pueden moverse de una célula a otra y utilizar los sistemas enzimáticos y las organelas del hospedero para replicar su propio ácido nucleico y sintetizar nuevas proteínas de cubierta.
Las cubierta puede consistir de una molécula de proteína repetida una y otra vez, como en el virus del mosaico del tabaco (virus de plantas) o como en los bacteriófagos de forma T, estar formados por diferentes tipos de proteínas que forman estructuras complejas.
La composición de la cubierta proteica determina la adhesión del virus a la membrana de la célula hospedero y la entrada posterior del ácido nucleico viral a la célula. El ácido nucleico viral dirige la producción de nuevos virus usando materias primas de la célula, además puede ser ADN o ARN, de cadena simple, doble, circular o lineal y puede ir desde 5.4 kb hasta 180kb

### Transposones

Transposón de ADN.

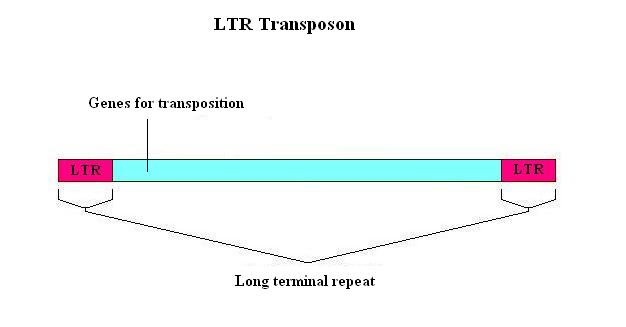
Retrotransposón.

Son segmentos de ADN integrados al ADN cromosómico, que nunca existen de manera independiente. Contienen la enzima transposasa, la cual cataliza su inserción en un nuevo sitio al azar.
En cada extremo tienen una secuencia repetida de nucleótidos, que puede ser directa ATTCAG y ATTCAG o invertida ATTCAG y GACTTA.
Las secuencias repetidas tienen típicamente 20 a 40 nucleótidos.
Un transposón puede escindirse de un cromosoma e insertarse en otro lugar, o producir una copia que es la que se inserta en otro lugar

#### Transposón simple
También se les llaman secuencias de inserción, tienen solo entre 600 y 1500 pares de bases y no llevan genes más que los esenciales para el proceso de transposición.
Tienen secuencias promotoras que pueden conducir a la iniciación inapropiada de la transcripción de genes del cromosoma hospedero previamente inactivos, además de que son constituyentes normales de los cromosomas bacterianos y de los plásmidos.

#### Transposón compuesto
Son mucho mayores y llevan genes que codifican proteínas adicionales, flanqueados a cada lado por grandes secuencias de inserción. Pueden provocar mutaciones.
También se les conoce como “genes saltarines” porque se mueven de un lugar a otro en un cromosoma o de un cromosoma a otro.
Pueden llevar genes de resistencia a antibióticos, que pueden trasferirse de un plásmido a otro, o de un plásmido al cromosoma bacteriano y de regreso generando cepas multiresistentes.

## Relaciones filogenéticas
Análisis filogenéticos han dado las siguientes relaciones entre elementos genéticos móviles:
|  | Obeliscos                                             |
|  |                                                       |
|  | \| \| Virusoide \| \| \| \| \| \| Viroide \| \| \| \| |
|  |                                                       |
|  | Virusoide                                             |
|  |                                                       |
|  | Viroide                                               |
|  |                                                       |

|  | Virusoide |
|  |           |
|  | Viroide   |
|  |           |

|  | Intrones II                                                                  |
|  |                                                                              |
|  | \| \| Retrotransposones \| \| \| \| \| \| Virus retrotranscritos \| \| \| \| |
|  |                                                                              |
|  | Retrotransposones                                                            |
|  |                                                                              |
|  | Virus retrotranscritos                                                       |
|  |                                                                              |

|  | Retrotransposones      |
|  |                        |
|  | Virus retrotranscritos |
|  |                        |

|  | Intrones II                                                                  |
|  |                                                                              |
|  | \| \| Retrotransposones \| \| \| \| \| \| Virus retrotranscritos \| \| \| \| |
|  |                                                                              |
|  | Retrotransposones                                                            |
|  |                                                                              |
|  | Virus retrotranscritos                                                       |
|  |                                                                              |

|  | Retrotransposones      |
|  |                        |
|  | Virus retrotranscritos |
|  |                        |

|  | Plásmidos               |
|  |                         |
|  | Virus ADN monocatenario |
|  |                         |

|  | Virus ADN bicatenario |
|  |                       |
|  | Transposones de ADN   |
|  |                       |

|  | Plásmidos               |
|  |                         |
|  | Virus ADN monocatenario |
|  |                         |

|  | Virus ADN bicatenario |
|  |                       |
|  | Transposones de ADN   |
|  |                       |

|  | Plásmidos               |
|  |                         |
|  | Virus ADN monocatenario |
|  |                         |

|  | Virus ADN bicatenario |
|  |                       |
|  | Transposones de ADN   |
|  |                       |

|  | Plásmidos               |
|  |                         |
|  | Virus ADN monocatenario |
|  |                         |

|  | Virus ADN bicatenario |
|  |                       |
|  | Transposones de ADN   |
|  |                       |

|  | Intrones II                                                                  |
|  |                                                                              |
|  | \| \| Retrotransposones \| \| \| \| \| \| Virus retrotranscritos \| \| \| \| |
|  |                                                                              |
|  | Retrotransposones                                                            |
|  |                                                                              |
|  | Virus retrotranscritos                                                       |
|  |                                                                              |

|  | Retrotransposones      |
|  |                        |
|  | Virus retrotranscritos |
|  |                        |

|  | Intrones II                                                                  |
|  |                                                                              |
|  | \| \| Retrotransposones \| \| \| \| \| \| Virus retrotranscritos \| \| \| \| |
|  |                                                                              |
|  | Retrotransposones                                                            |
|  |                                                                              |
|  | Virus retrotranscritos                                                       |
|  |                                                                              |

|  | Retrotransposones      |
|  |                        |
|  | Virus retrotranscritos |
|  |                        |

|  | Plásmidos               |
|  |                         |
|  | Virus ADN monocatenario |
|  |                         |

|  | Virus ADN bicatenario |
|  |                       |
|  | Transposones de ADN   |
|  |                       |

|  | Plásmidos               |
|  |                         |
|  | Virus ADN monocatenario |
|  |                         |

|  | Virus ADN bicatenario |
|  |                       |
|  | Transposones de ADN   |
|  |                       |

|  | Plásmidos               |
|  |                         |
|  | Virus ADN monocatenario |
|  |                         |

|  | Virus ADN bicatenario |
|  |                       |
|  | Transposones de ADN   |
|  |                       |

|  | Plásmidos               |
|  |                         |
|  | Virus ADN monocatenario |
|  |                         |

|  | Virus ADN bicatenario |
|  |                       |
|  | Transposones de ADN   |
|  |                       |

|  | Intrones II                                                                  |
|  |                                                                              |
|  | \| \| Retrotransposones \| \| \| \| \| \| Virus retrotranscritos \| \| \| \| |
|  |                                                                              |
|  | Retrotransposones                                                            |
|  |                                                                              |
|  | Virus retrotranscritos                                                       |
|  |                                                                              |

|  | Retrotransposones      |
|  |                        |
|  | Virus retrotranscritos |
|  |                        |

|  | Intrones II                                                                  |
|  |                                                                              |
|  | \| \| Retrotransposones \| \| \| \| \| \| Virus retrotranscritos \| \| \| \| |
|  |                                                                              |
|  | Retrotransposones                                                            |
|  |                                                                              |
|  | Virus retrotranscritos                                                       |
|  |                                                                              |

|  | Retrotransposones      |
|  |                        |
|  | Virus retrotranscritos |
|  |                        |

|  | Plásmidos               |
|  |                         |
|  | Virus ADN monocatenario |
|  |                         |

|  | Virus ADN bicatenario |
|  |                       |
|  | Transposones de ADN   |
|  |                       |

|  | Plásmidos               |
|  |                         |
|  | Virus ADN monocatenario |
|  |                         |

|  | Virus ADN bicatenario |
|  |                       |
|  | Transposones de ADN   |
|  |                       |

|  | Plásmidos               |
|  |                         |
|  | Virus ADN monocatenario |
|  |                         |

|  | Virus ADN bicatenario |
|  |                       |
|  | Transposones de ADN   |
|  |                       |

|  | Plásmidos               |
|  |                         |
|  | Virus ADN monocatenario |
|  |                         |

|  | Virus ADN bicatenario |
|  |                       |
|  | Transposones de ADN   |
|  |                       |

|  | Intrones II                                                                  |
|  |                                                                              |
|  | \| \| Retrotransposones \| \| \| \| \| \| Virus retrotranscritos \| \| \| \| |
|  |                                                                              |
|  | Retrotransposones                                                            |
|  |                                                                              |
|  | Virus retrotranscritos                                                       |
|  |                                                                              |

|  | Retrotransposones      |
|  |                        |
|  | Virus retrotranscritos |
|  |                        |

|  | Intrones II                                                                  |
|  |                                                                              |
|  | \| \| Retrotransposones \| \| \| \| \| \| Virus retrotranscritos \| \| \| \| |
|  |                                                                              |
|  | Retrotransposones                                                            |
|  |                                                                              |
|  | Virus retrotranscritos                                                       |
|  |                                                                              |

|  | Retrotransposones      |
|  |                        |
|  | Virus retrotranscritos |
|  |                        |

|  | Plásmidos               |
|  |                         |
|  | Virus ADN monocatenario |
|  |                         |

|  | Virus ADN bicatenario |
|  |                       |
|  | Transposones de ADN   |
|  |                       |

|  | Plásmidos               |
|  |                         |
|  | Virus ADN monocatenario |
|  |                         |

|  | Virus ADN bicatenario |
|  |                       |
|  | Transposones de ADN   |
|  |                       |

|  | Plásmidos               |
|  |                         |
|  | Virus ADN monocatenario |
|  |                         |

|  | Virus ADN bicatenario |
|  |                       |
|  | Transposones de ADN   |
|  |                       |

|  | Plásmidos               |
|  |                         |
|  | Virus ADN monocatenario |
|  |                         |

|  | Virus ADN bicatenario |
|  |                       |
|  | Transposones de ADN   |
|  |                       |

|  | Obeliscos                                             |
|  |                                                       |
|  | \| \| Virusoide \| \| \| \| \| \| Viroide \| \| \| \| |
|  |                                                       |
|  | Virusoide                                             |
|  |                                                       |
|  | Viroide                                               |
|  |                                                       |

|  | Virusoide |
|  |           |
|  | Viroide   |
|  |           |

|  | Intrones II                                                                  |
|  |                                                                              |
|  | \| \| Retrotransposones \| \| \| \| \| \| Virus retrotranscritos \| \| \| \| |
|  |                                                                              |
|  | Retrotransposones                                                            |
|  |                                                                              |
|  | Virus retrotranscritos                                                       |
|  |                                                                              |

|  | Retrotransposones      |
|  |                        |
|  | Virus retrotranscritos |
|  |                        |

|  | Intrones II                                                                  |
|  |                                                                              |
|  | \| \| Retrotransposones \| \| \| \| \| \| Virus retrotranscritos \| \| \| \| |
|  |                                                                              |
|  | Retrotransposones                                                            |
|  |                                                                              |
|  | Virus retrotranscritos                                                       |
|  |                                                                              |

|  | Retrotransposones      |
|  |                        |
|  | Virus retrotranscritos |
|  |                        |

|  | Plásmidos               |
|  |                         |
|  | Virus ADN monocatenario |
|  |                         |

|  | Virus ADN bicatenario |
|  |                       |
|  | Transposones de ADN   |
|  |                       |

|  | Plásmidos               |
|  |                         |
|  | Virus ADN monocatenario |
|  |                         |

|  | Virus ADN bicatenario |
|  |                       |
|  | Transposones de ADN   |
|  |                       |

|  | Plásmidos               |
|  |                         |
|  | Virus ADN monocatenario |
|  |                         |

|  | Virus ADN bicatenario |
|  |                       |
|  | Transposones de ADN   |
|  |                       |

|  | Plásmidos               |
|  |                         |
|  | Virus ADN monocatenario |
|  |                         |

|  | Virus ADN bicatenario |
|  |                       |
|  | Transposones de ADN   |
|  |                       |

|  | Intrones II                                                                  |
|  |                                                                              |
|  | \| \| Retrotransposones \| \| \| \| \| \| Virus retrotranscritos \| \| \| \| |
|  |                                                                              |
|  | Retrotransposones                                                            |
|  |                                                                              |
|  | Virus retrotranscritos                                                       |
|  |                                                                              |

|  | Retrotransposones      |
|  |                        |
|  | Virus retrotranscritos |
|  |                        |

|  | Intrones II                                                                  |
|  |                                                                              |
|  | \| \| Retrotransposones \| \| \| \| \| \| Virus retrotranscritos \| \| \| \| |
|  |                                                                              |
|  | Retrotransposones                                                            |
|  |                                                                              |
|  | Virus retrotranscritos                                                       |
|  |                                                                              |

|  | Retrotransposones      |
|  |                        |
|  | Virus retrotranscritos |
|  |                        |

|  | Plásmidos               |
|  |                         |
|  | Virus ADN monocatenario |
|  |                         |

|  | Virus ADN bicatenario |
|  |                       |
|  | Transposones de ADN   |
|  |                       |

|  | Plásmidos               |
|  |                         |
|  | Virus ADN monocatenario |
|  |                         |

|  | Virus ADN bicatenario |
|  |                       |
|  | Transposones de ADN   |
|  |                       |

|  | Plásmidos               |
|  |                         |
|  | Virus ADN monocatenario |
|  |                         |

|  | Virus ADN bicatenario |
|  |                       |
|  | Transposones de ADN   |
|  |                       |

|  | Plásmidos               |
|  |                         |
|  | Virus ADN monocatenario |
|  |                         |

|  | Virus ADN bicatenario |
|  |                       |
|  | Transposones de ADN   |
|  |                       |

|  | Intrones II                                                                  |
|  |                                                                              |
|  | \| \| Retrotransposones \| \| \| \| \| \| Virus retrotranscritos \| \| \| \| |
|  |                                                                              |
|  | Retrotransposones                                                            |
|  |                                                                              |
|  | Virus retrotranscritos                                                       |
|  |                                                                              |

|  | Retrotransposones      |
|  |                        |
|  | Virus retrotranscritos |
|  |                        |

|  | Intrones II                                                                  |
|  |                                                                              |
|  | \| \| Retrotransposones \| \| \| \| \| \| Virus retrotranscritos \| \| \| \| |
|  |                                                                              |
|  | Retrotransposones                                                            |
|  |                                                                              |
|  | Virus retrotranscritos                                                       |
|  |                                                                              |

|  | Retrotransposones      |
|  |                        |
|  | Virus retrotranscritos |
|  |                        |

|  | Plásmidos               |
|  |                         |
|  | Virus ADN monocatenario |
|  |                         |

|  | Virus ADN bicatenario |
|  |                       |
|  | Transposones de ADN   |
|  |                       |

|  | Plásmidos               |
|  |                         |
|  | Virus ADN monocatenario |
|  |                         |

|  | Virus ADN bicatenario |
|  |                       |
|  | Transposones de ADN   |
|  |                       |

|  | Plásmidos               |
|  |                         |
|  | Virus ADN monocatenario |
|  |                         |

|  | Virus ADN bicatenario |
|  |                       |
|  | Transposones de ADN   |
|  |                       |

|  | Plásmidos               |
|  |                         |
|  | Virus ADN monocatenario |
|  |                         |

|  | Virus ADN bicatenario |
|  |                       |
|  | Transposones de ADN   |
|  |                       |

|  | Intrones II                                                                  |
|  |                                                                              |
|  | \| \| Retrotransposones \| \| \| \| \| \| Virus retrotranscritos \| \| \| \| |
|  |                                                                              |
|  | Retrotransposones                                                            |
|  |                                                                              |
|  | Virus retrotranscritos                                                       |
|  |                                                                              |

|  | Retrotransposones      |
|  |                        |
|  | Virus retrotranscritos |
|  |                        |

|  | Intrones II                                                                  |
|  |                                                                              |
|  | \| \| Retrotransposones \| \| \| \| \| \| Virus retrotranscritos \| \| \| \| |
|  |                                                                              |
|  | Retrotransposones                                                            |
|  |                                                                              |
|  | Virus retrotranscritos                                                       |
|  |                                                                              |

|  | Retrotransposones      |
|  |                        |
|  | Virus retrotranscritos |
|  |                        |

|  | Plásmidos               |
|  |                         |
|  | Virus ADN monocatenario |
|  |                         |

|  | Virus ADN bicatenario |
|  |                       |
|  | Transposones de ADN   |
|  |                       |

|  | Plásmidos               |
|  |                         |
|  | Virus ADN monocatenario |
|  |                         |

|  | Virus ADN bicatenario |
|  |                       |
|  | Transposones de ADN   |
|  |                       |

|  | Plásmidos               |
|  |                         |
|  | Virus ADN monocatenario |
|  |                         |

|  | Virus ADN bicatenario |
|  |                       |
|  | Transposones de ADN   |
|  |                       |

|  | Plásmidos               |
|  |                         |
|  | Virus ADN monocatenario |
|  |                         |

|  | Virus ADN bicatenario |
|  |                       |
|  | Transposones de ADN   |
|  |                       |